# REBECCA LIVE '85-'86 -Maybe Tomorrow & Secret Gig Complete Edition-
『REBECCA LIVE '85-'86 -Maybe Tomorrow & Secret Gig Complete Edition-』（レベッカライヴ '85-'86 メイビー トゥモロー & シークレットギグ コンプリートエディション）は、レベッカの9作目のライブビデオ。2017年7月26日にSony Music Direct / GT musicから発売。

## 解説
2017年に約28年半振りとなる全国ツアー『REBECCA LIVE TOUR 2017』を開催したことを記念して発売される初の2枚組ライブDVDで、「フレンズ」や「RASPBERRY DREAM」のPVや渋谷公会堂ライブ収録ディレクターを手掛けた板屋宏幸が全編を再編集し、ライブ音源のリミックスは、GOH HOTODAが担当した。
Disc 1は、1985年11月から1986年2月に掛けて開催された全国ツアー『REBECCA WORLD CONCERT TOUR 〜Maybe Tomorrow〜』から、1985年12月25日に渋谷公会堂で行われたライブの映像の全18曲を収録。当ライブは1986年に『REBECCA LIVE 〜Maybe tomorrow〜』としてソフト化されていたが、当時の映像化での媒体は黎明期でもあり、収録曲は7曲41分のみに留まっていた。「フレンズ」や4thアルバム『REBECCA IV 〜Maybe Tomorrow〜』のヒットにより大ブレイクした直後のレベッカのパフォーマンスを見ることができる。
Disc2は、1986年11月1日に早稲田大学で行われたシークレット・ライブ『REBECCA SPECIAL LOVE LETTER』の全編を収録。同ライブは過去に一度だけCSで放送されていたが、商品化されているのは「ラブパッション」と「プライベイト・ヒロイン」の2曲のみとなっていた。
発売を記念して、2017年6月25日に新宿バルト9にてプレミア上映会が催され、レベッカのメンバーからNOKKOと土橋安騎夫と高橋教之が出席した。

## チャート成績
2017年8月7日付のオリコン週間DVDランキングで初登場総合5位を記録した。レベッカの映像商品がTOP10入りしたのは、1991年9月1日に発売された『BEST OF DREAMS THE VIDEO Two』が1991年9月23日付のビデオランキングで6位、LDランキングで9位を獲得して以来25年11ヶ月ぶりで、DVDとしては今作が初の総合TOP10入りとなった。 

## 収録曲
※は、初公開映像。
※※は、2回目の演奏。
| #   | タイトル                      | 作詞              | 作曲       | 収録アルバム                      |
| --- | ----------------------------- | ----------------- | ---------- | --------------------------------- |
| 1.  | 「HOT SPICE」                 | 宮原芽映          | 土橋安騎夫 | 『REBECCA IV 〜Maybe Tomorrow〜』 |
| 2.  | 「76th STAR」(※)              | NOKKO・沢ちひろ   | 土橋安騎夫 | 『REBECCA IV 〜Maybe Tomorrow〜』 |
| 3.  | 「蜃気楼」(※)                 | NOKKO             | 土橋安騎夫 | 『WILD & HONEY』                  |
| 4.  | 「ヴァージニティ」(※)         | 宮原芽映          | 土橋安騎夫 | 『Nothing To Lose』               |
| 5.  | 「LONDON BOY」(※)             | 沢ちひろ          | 土橋安騎夫 | 『REBECCA IV 〜Maybe Tomorrow〜』 |
| 6.  | 「ステファニー」(※)           | NOKKO・有川正沙子 | 木暮武彦   | 『Nothing To Lose』               |
| 7.  | 「COTTON TIME」(※)            | NOKKO             | 土橋安騎夫 | 『REBECCA IV 〜Maybe Tomorrow〜』 |
| 8.  | 「フレンズ」(※)               | NOKKO             | 土橋安騎夫 | 『REBECCA IV 〜Maybe Tomorrow〜』 |
| 9.  | 「Maybe Tomorrow」(※)         | NOKKO             | 土橋安騎夫 | 『REBECCA IV 〜Maybe Tomorrow〜』 |
| 10. | 「WILD EYES」(※)              | NOKKO・沢ちひろ   | 土橋安騎夫 | 『WILD & HONEY』                  |
| 11. | 「ボトムライン」(※)           | NOKKO             | 土橋安騎夫 | 『REBECCA IV 〜Maybe Tomorrow〜』 |
| 12. | 「ガールズ ブラボー!」        | NOKKO             | 土橋安騎夫 | 『REBECCA IV 〜Maybe Tomorrow〜』 |
| 13. | 「プライベイト・ヒロイン」    | NOKKO・沢ちひろ   | 土橋安騎夫 | 『REBECCA IV 〜Maybe Tomorrow〜』 |
| 14. | 「ラブパッション」(※)         | NOKKO・宮原芽映   | 土橋安騎夫 | 『WILD & HONEY』                  |
| 15. | 「フリーウェイ シンフォニー」 | NOKKO             | 土橋安騎夫 | 『WILD & HONEY』                  |
| 16. | 「ラブイズCASH」              | NOKKO・沢ちひろ   | 土橋安騎夫 | 『WILD & HONEY』                  |
| 17. | 「フレンズ」(※※)              | NOKKO             | 土橋安騎夫 | 『REBECCA IV 〜Maybe Tomorrow〜』 |
| 18. | 「瞳を閉じて」(※)             | NOKKO             | 土橋安騎夫 | 『VOICE PRINT』                   |

| #  | タイトル                         | 作詞            | 作曲       | 収録アルバム                      |
| -- | -------------------------------- | --------------- | ---------- | --------------------------------- |
| 1. | 「RASPBERRY DREAM」(※)           | NOKKO           | 土橋安騎夫 | オリジナルアルバム未収録          |
| 2. | 「LONDON BOY」(※)                | 沢ちひろ        | 土橋安騎夫 | 『REBECCA IV 〜Maybe Tomorrow〜』 |
| 3. | 「LONELY BUTTERFLY」(※)          | NOKKO           | 土橋安騎夫 | 『TIME』                          |
| 4. | 「ラブパッション」               | NOKKO・宮原芽映 | 土橋安騎夫 | 『WILD & HONEY』                  |
| 5. | 「フリーウェイ シンフォニー」(※) | NOKKO           | 土橋安騎夫 | 『WILD & HONEY』                  |
| 6. | 「プライベイト・ヒロイン」       | NOKKO・沢ちひろ | 土橋安騎夫 | 『REBECCA IV 〜Maybe Tomorrow〜』 |

## 参加ミュージシャン
- ボーカル：NOKKO
- キーボード：土橋安騎夫
- ドラム：小田原豊
- ベース：高橋教之
- ギター：古賀森男